# 나카묘역
나카묘역(일본어: 中名駅 나카묘에키[*])은 일본 가고시마현 가고시마시에 있는 규슈 여객철도 이부스키마쿠라자키 선의 역이다.

## 역 구조
섬식 승강장 1면 2선을 가지는 지상역. 현재는 무인화되고 있다.
| 플랫폼  | 노선                    | 방향   | 행선지                     |
| 역사 쪽 | ■ 이부스키마쿠라자키 선 | 상행선 | 가고시마 중앙 방면         |
| 반대 쪽 | ■ 이부스키마쿠라자키 선 | 하행선 | 이부스키 · 마쿠라자키 방면 |

## 이용 현황
- 2009년도의 1일 평균 승차 인원은, 173명이다(전년도 비 - 11명).

| 승차 인원 추이 | 승차 인원 추이 |
| 연도           | 1일 평균 인수  |
| -------------- | -------------- |
| 2002           | 173            |
| 2003           | 162            |
| 2004           | 145            |
| 2005           | 145            |
| 2006           | 167            |
| 2007           | 175            |
| 2008           | 184            |
| 2009           | 173            |

## 역 주변
- 신일본 석유 묘지

## 역사
- 1934년 5월 20일 : 철도성이 개업.
- 1983년 3월 8일 : 이부스키마쿠라자키 선 CTC 도입에 의해 역 무인화.
- 1987년 4월 1일 : 일본국유철도 분할 민영화에 의해 규슈 여객철도가 승계.

## 인접 역
| 이부스키마쿠라자키 선       | 이부스키마쿠라자키 선    | 이부스키마쿠라자키 선  |
| --------------------------- | ------------------------ | ---------------------- |
| 세세쿠시 가고시마 중앙 방면 | ■ 쾌속 "나노하나" ■ 보통 | 기이레 마쿠라자키 방면 |